# Paul Davis (chanteur)
Pour les articles homonymes, voir Paul Davis et Davis.
 (février 2021).
Si vous disposez d'ouvrages ou d'articles de référence ou si vous connaissez des sites web de qualité traitant du thème abordé ici, merci de compléter l'article en donnant les références utiles à sa vérifiabilité et en les liant à la section « Notes et références ».
Paul Lavon Davis, dit Paul Davis, né le 21 avril 1948 à Meridian dans le Mississippi et mort le 22 avril 2008 dans la même ville, est un chanteur et compositeur américain. Il a atteint la renommé avec ses nombreux succès radiophoniques et sa carrière solo qui a débuté dans le monde entier en 1970. Il s'est illustré aussi bien dans la musique pop ou soul que country. Le lendemain de ses soixante ans, Paul Davis est mort d'une crise cardiaque le 22 avril 2008. 

## Biographie
En 1966, à dix-huit ans, Paul Davis était membre d'un groupe local appelé "Six Soul Survivors" avant de rejoindre un autre groupe appelé "Endless Chain".  
En 1968, il était compositeur pour le label d'enregistrement indépendant Malaco Records, basé à Jackson dans le Mississippi. Ilene Berns, veuve de Bert Berns, a signé Davis à Bang Records en 1969. En 1970, Paul participe à une version cover d'un hit des "The Jarmels" appelé "A Little Bit of Soap". Le single atteint la 52ème place des Billboard pop chart.  
En 1970 sort son premier album appelé "A Little Bit of Paul Davis". Suit son album éponyme "Paul Davis" en 1972 puis son troisième album "Ride 'Em Cowboy" en 1974. Le titre du même nom atteint la 23ème place du TOP 40 le 18 janvier 1975.  
En 1977 sort son quatrième album "Singer of Song, Teller of Tales". Plusieurs singles de cet album ont atteint une certaine renommée. "I Go Crazy" a atteint la septième place des Billboard singles chart. Elle est restée plus de 40 semaines dans le Hot 100. D'autres singles de l'album connaissent un certain succès : le titre "Sweet Life" atteint la 17ème place le 17 mai 1980 et le titre "Do Right" la 23ème position.  